# Rotenburg del Fulda
Rotenburg del Fulda (en alemany, Rotenburg an der Fulda) és un municipi del districte de Hersfeld-Rotenburg, al nord-est de Hessen, Alemanya. La població està situada al riu Fulda, com indica el seu nom.
El 2016, la població de Rotenburg era de 14.305 habitants.

## Geografia
La ciutat es troba al sud de la serralada de Stölzinger, a la part més estreta de la vall de Fulda. El punt més baix de la ciutat es troba a 180 m sobre el nivell del mar a una zona propera als dos ponts que travessen el Fulda, unint el nucli antic de Rotenburg i el nou. Aquests ponts són l'Alte Fuldabrücke ("Pont Vell del Fulda") i el Brücke der Städtepartnerschaften ("Pont de les ciutats agermanades"). El punt més alt de la ciutat és a 548,7 m, situat al límit de la ciutat entre Rotenburg i la comunitat veïna d'Alheim.
Els municipis propers més importants són Bebra (uns 6 km cap al sud-est) i Bad Hersfeld (un 16 km cap al sud). Les ciutats més properes són Kassel (uns 50 km al nord) i Fulda (uns 70 km al sud).

## Política
Des de 2012, l'alcalde és Christian Grunwald de la CDU.

### Ciutats agermanades
- Argentan, Orne, França des de 1976
- Gedling, Nottinghamshire, Anglaterra, Regne Unit des de 1978
- Rothenburg, Lucerna, Suïssa des de 1988